# Liparis frenatus
Liparis frenatus és una espècie de peix pertanyent a la família dels lipàrids.

## Descripció
- Fa 7,8 cm de llargària màxima.[6][7]

## Hàbitat
És un peix marí, demersal i de clima temperat que viu entre 3 i 379 m de fondària.

## Distribució geogràfica
Es troba a les costes del mar del Japó a Honshu i Hokkaido (el Japó), i al mar d'Okhotsk (badia d'Aniva).

## Observacions
És inofensiu per als humans.